# Veronica tianschanica
Veronica tianschanica är en grobladsväxtart som beskrevs av Igor Alexandrovich Linczevski. Veronica tianschanica ingår i släktet veronikor, och familjen grobladsväxter. Inga underarter finns listade i Catalogue of Life.